# Église Saint-André de Septmonts
L'église Saint-André est une église située à Septmonts, en France.

## Description

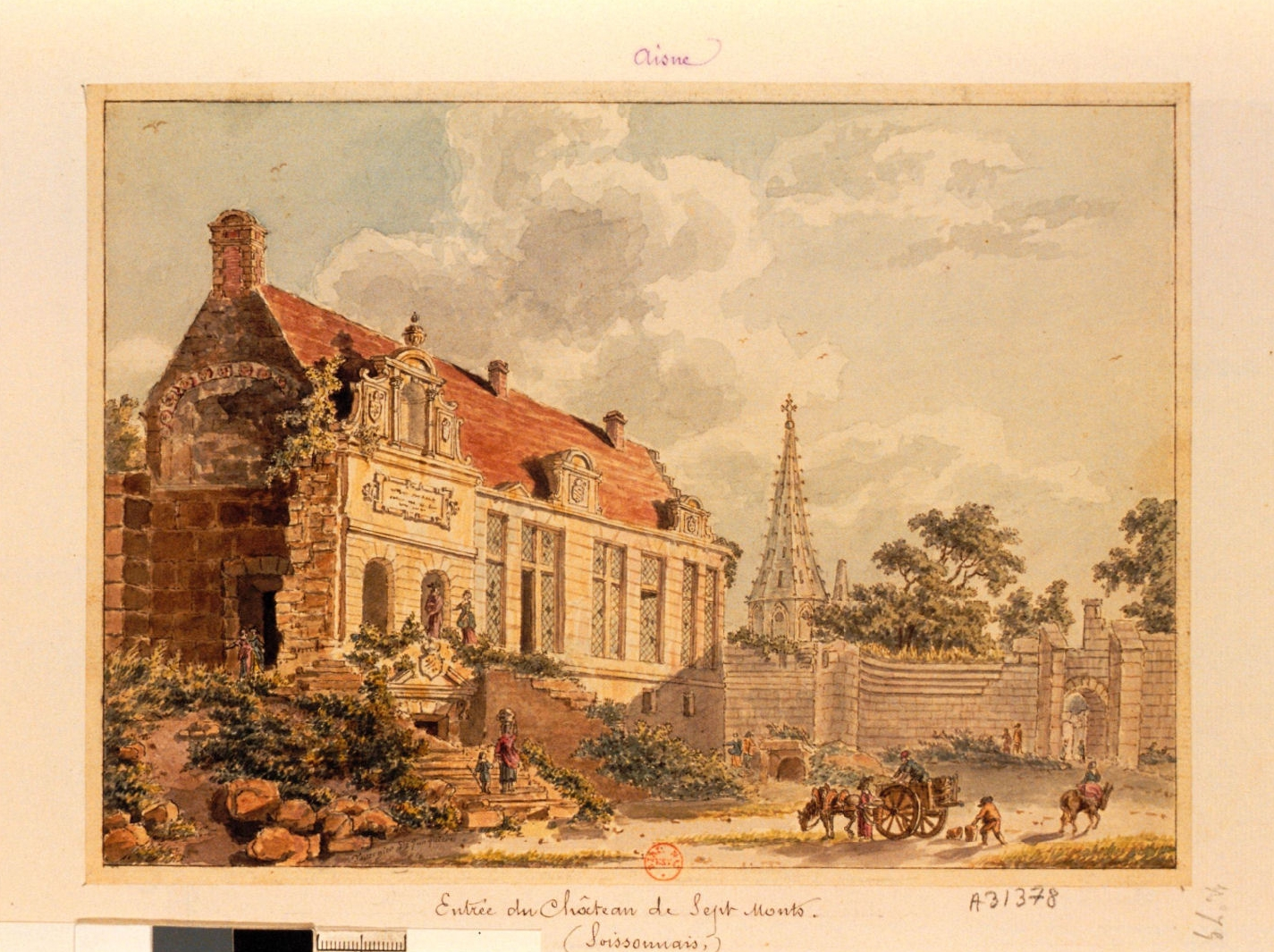
Le clocher de l'église de Sepmonts surmonté de son quadrilobe au XIXe siècle.
(Dessin de Tavernier de Jonquières).

L'église est de style Gothique flamboyant, pourtant son architecture est très simple pour une église de ce style.
Les arêtes du clocher sont garnies de crochets et sa flèche de pierre est surmontée d'un quadrilobe (trèfle à quatre feuilles symbolisant la croix).
Un paratonnerre a été ajouté à son sommet et une horloge placée sur la face tournée vers la place du village.
Elle possède une magnifique poutre de gloire polychrome, sculptée de médaillons représentant les douze apôtres.

## Localisation
L'église est située 10 place de la Mairie, sur la commune de Septmonts, dans le département de l'Aisne. Son entrée se situe à une dizaine de mètres de la mairie du village et en face du parc du château de Septmonts situé de l'autre côté de la rue.
Immédiatement derrière l'église se trouve le vieux cimetière du village, il est d'ailleurs possible de passer directement de l'église au cimetière par une porte qui n'est ouverte que lors de certains enterrements.

## Historique
L'église fut bâtie à la fin du XVe siècle sous l'épiscopat de Jean Milet, évêque de Soissons. L'architecture de l'église est très simple pour une paroisse épiscopale, sans doute car la France sortait à peine de la guerre de Cent Ans.
Le monument est classé au titre des monuments historiques en 1933.

### Galerie

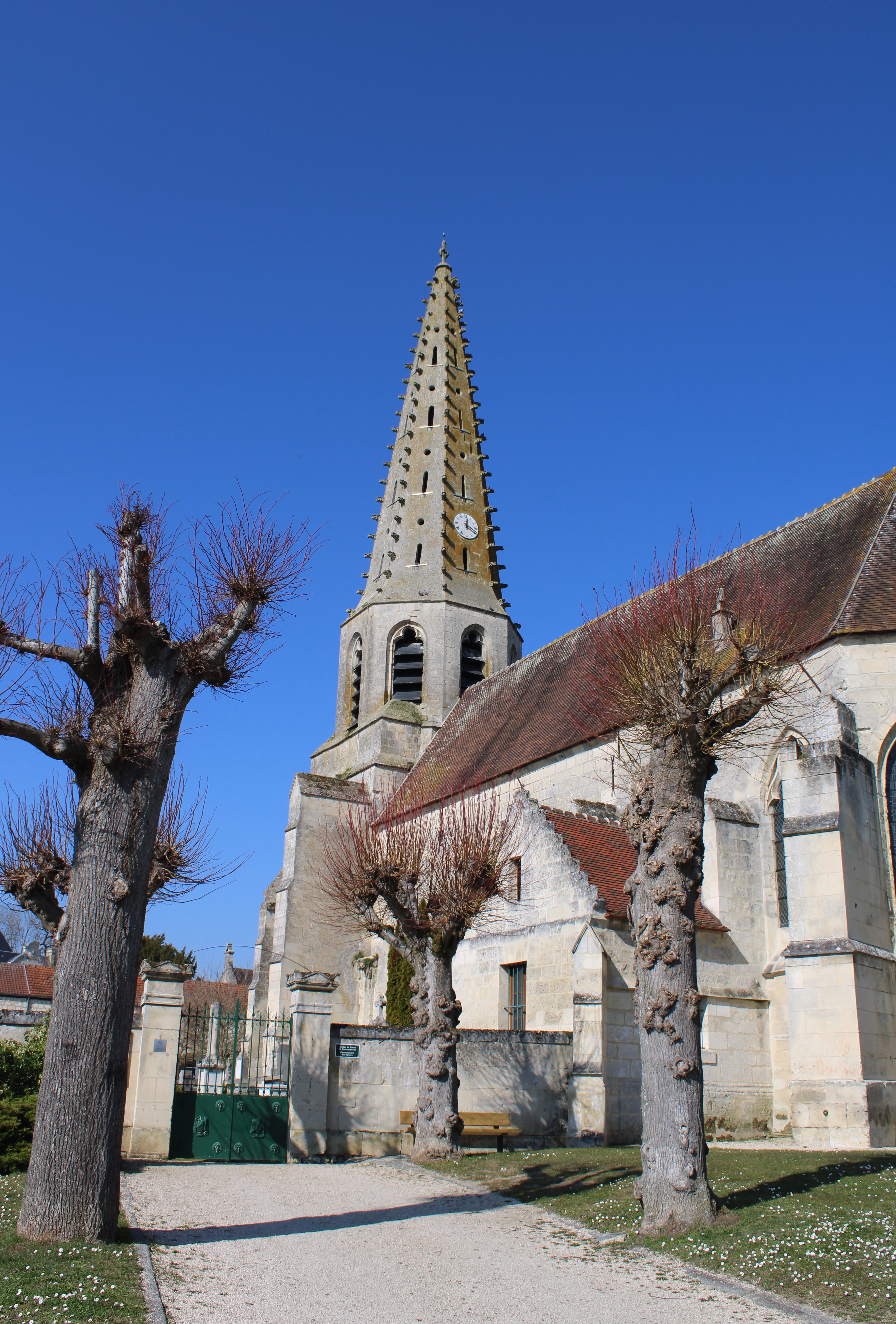
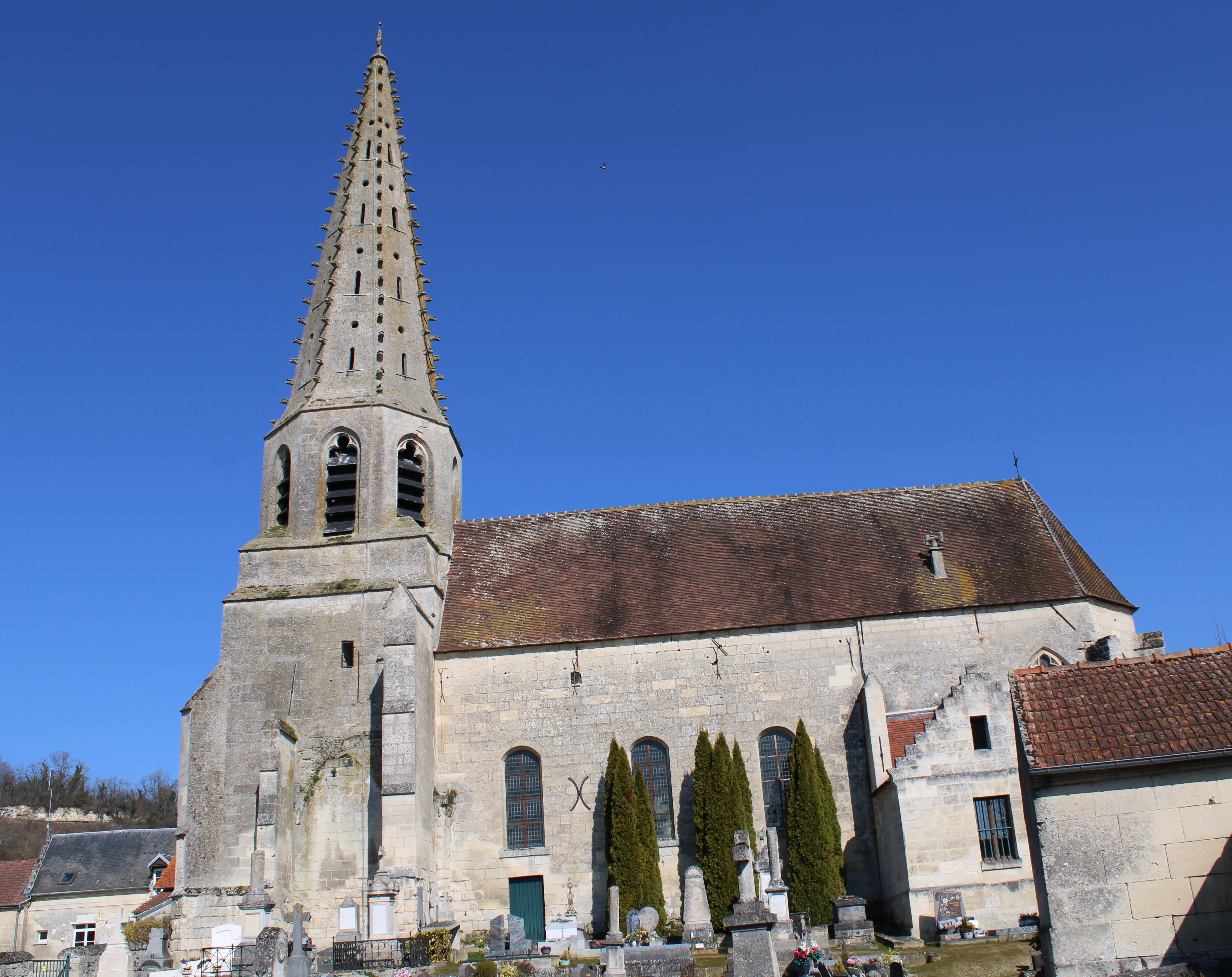
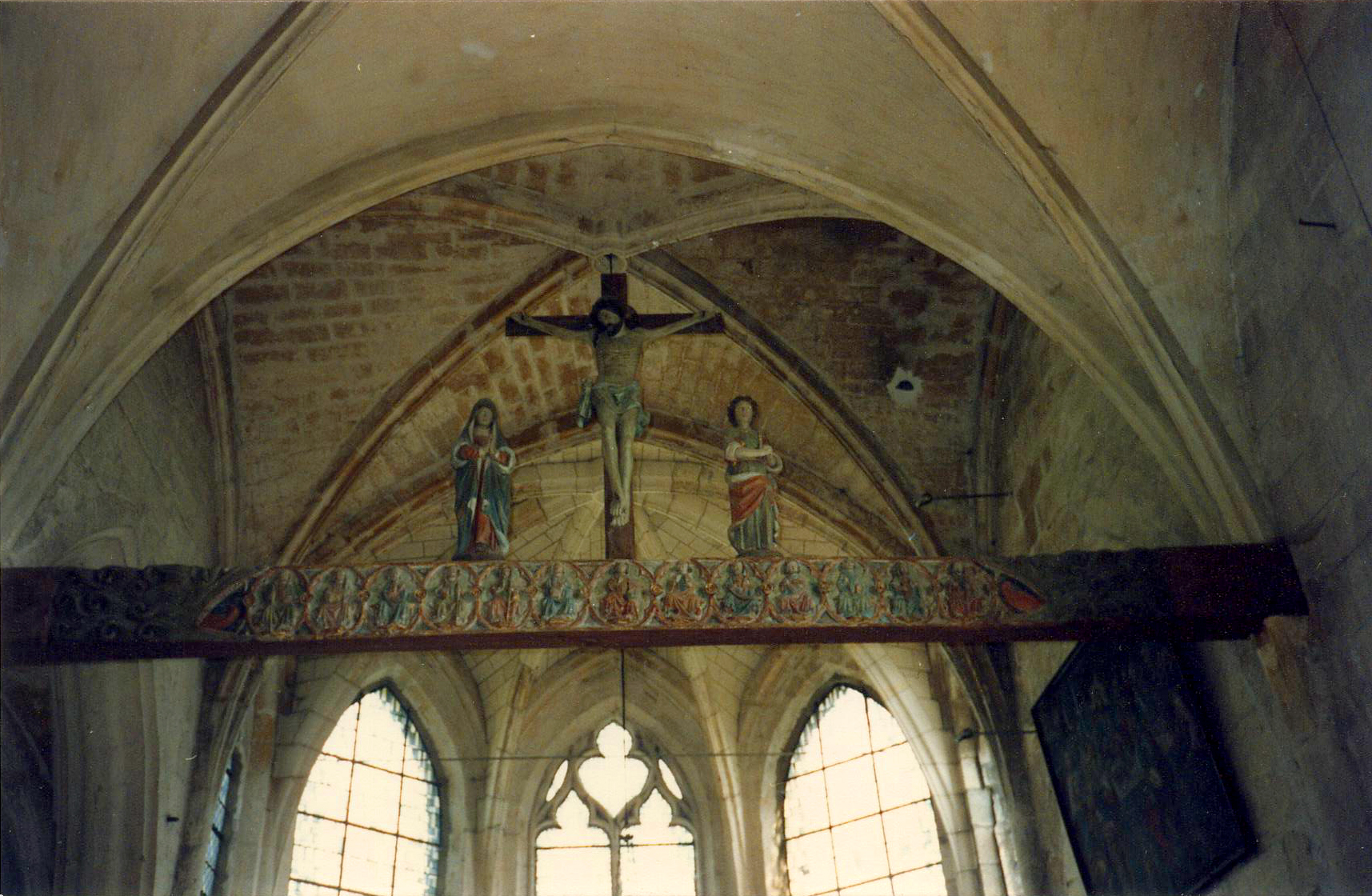